# Komitet problemowy PAN
Komitety problemowe PAN – działające społecznie ciała ekspercko-doradcze, tworzone przez Prezydium PAN – na wniosek Prezesa – na okres odpowiedniej kadencji. Prezydium PAN określa każdorazowo zadania i strukturę tych komitetów w drodze regulaminu oraz powołuje ich członków.
Komitet problemowy może działać przy Prezydium albo przy wydziale PAN.
Podstawowym zadaniem komitetów jest oddziaływanie na rozwój danej dyscypliny naukowej w skali kraju, integrowanie ośrodków i środowisk naukowych oraz rozwiązywanie określonej problematyki naukowej. Szczególne znaczenie ma działalność komitetów w zakresie doradztwa, zwłaszcza opracowywanie ekspertyz, ocen i opinii naukowych dla organów administracji państwowej.
Ważne znaczenie ma również działalność komitetów w zakresie upowszechniania i wprowadzania do praktyki gospodarczej i społecznej wyników badań naukowych, w tym szczególnie organizacja konferencji i zebrań naukowych oraz inicjowanie badań naukowych. Część komitetów prowadzi własne wydawnictwa (zwarte i periodyczne), w których publikowane są prace z obszaru dyscyplin objętych zakresem działania komitetu.
Komitety problemowe PAN (stan na rok 2007):
- Komitet Badań Polarnych PAN[1]
- Komitet Badań Kosmicznych i Satelitarnych PAN[2]
- Komitet Biotechnologii PAN[3]
- Komitet "Człowiek i Środowisko"[4]
- Komitet Ergonomii PAN[5]
- Komitet Etyki w Nauce PAN[6]
- Komitet "Polska w Zjednoczonej Europie"[7]
- Komitet Problemów Energetyki PAN[8]
- Komitet Prognoz „Polska 2000 Plus”
- Komitet Przestrzennego Zagospodarowania Kraju PAN[9]
- Rada Języka Polskiego PAN
- Rada Towarzystw Naukowych PAN[10]
- Rada Upowszechniania Nauki PAN[11]